# Vi som går köksvägen
Pour plus de détails, voir Fiche technique et Distribution.
Vi som går köksvägen est un film suédois réalisé par Gustaf Molander, sorti en 1932.

## Fiche technique
- Titre : Vi som går köksvägen
- Réalisation : Gustaf Molander
- Scénario : Sölve Cederstrand (en) d'après le roman de Sigrid Boo
- Photographie : Åke Dahlqvist
- Montage : Rolf Husberg (en)
- Pays d'origine : Suède
- Format : Noir et blanc - 1,37:1
- Genre : comédie
- Durée : 100 minutes
- Date de sortie : 1932

## Distribution
- Carl Barcklind : Adolf
- Tutta Rolf : Helga Breder
- Bengt Djurberg : Bertil Frigård
- Emma Meissner (en) : Mme Beck
- Karin Swanström : Laura Persson
- Sigurd Wallén : Pontus
- Tollie Zellman (en) : la femme de Pontus
- Renée Björling : Astrid Beck
- Anne-Marie Brunius (en) : Ellen
- Einar Fagstad (en) : Bengtsson, professeur
- Siegfried Fischer : Anders
- Rut Holm (en) : Olga
- Åke Ohberg (en) : Joergen Beckman
- Mathias Taube (en) : Hans Breder